# Compartimenteringsreserve
Compartimenteringsreserve is een fiscale reserve voor de Nederlandse wet op de vennootschapsbelasting 1969 die gevormd wordt zodra een bestaand belang in een deelneming toeneemt waardoor de deelnemingsvrijstelling van toepassing wordt, of wanneer de situatie waarin de deelnemingsvrijstelling niet langer van toepassing is. Artikel 28c van de wet op de vennootschapsbelasting heeft het daarbij over sfeerovergang.
De deelnemingsvrijstelling is van toepassing zodra een rechtspersoon minimaal een 5% belang in een deelneming heeft. Door toepassing van de deelnemingsvrijstelling wordt ingrijpend anders omgegaan met winsten die behaald worden met die deelneming dan in de situatie dat de deelnemingsvrijstelling niet van toepassing is. Op het moment dat een belang van minder dan 5% wordt uitgebreid waardoor een belang groter dan 5% in de deelneming ontstaat, wordt een fiscaal belaste compartimenteringsreserve gevormd over het verschil tussen de economische waarde en de boekwaarde op het tijdstip van de sfeerovergang. Als een belang groter dan 5% wordt afgebouwd tot onder de 5% dan duurt de deelnemingsvrijstelling nog 3 jaar voort. Na die periode van 3 jaar wordt een fiscaal onbelaste compartimenteringsreserve gevormd.